# Actio institutoria
Actio institutoria – w prawie rzymskim powództwo przeciwko osobie, na rzecz której zawarto intercessio tacita.